# 毛里求斯艷織雀
毛里求斯艷織雀是织布鸟科的一種罕有的鳥類，是毛里求斯的特有種。國際鳥盟及美國魚類及野生動物管理局均把本物種分類為瀕危物種；而國際自然保護聯盟將牠們列為瀕危，估計其數量少於250隻。牠們主要是受到失去棲息地及入侵物種的威脅。
白鹭岛，毛里求斯主島以外的一個小島，現時是不少毛里求斯艷織雀及其他受威脅物種的重置家園。

## 形態描述
體長14 cm。

## 外部連結
- images and movies of the Mauritius fody (Foudia rubra). ARKive.
- Mauritius fody species text （页面存档备份，存于） on Weaver Watch
- Mauritius fody breeding photos. Wildlife Preservation Canada.